# Аменердіс II
Анеменрдіс II (д/н — бл. 640 до н. е.) — давньоєгипетський діяч, Дружина бога Амона у 650—640 роках до н. е.

## Життєпис
Походила з XXV династії. Донька фараона Тахарки. У 670 році до н. е. за традицією Дружина бога Амона Шепенупет II вдочерила Аменердіс, тим самим визнала її за свою спадкоємиця. Трохи згодом Аменердіс стає Божественною обожнювачкою Амона. Допомагала названій матері у протистоянні фіванському наміснику Монтуемхету. Пережила ассирійське вторгнення до Нижнього Єгипту.
У 640 році до н. е. після смерті Шепенупет II стала Дружиною бога Амона. Її напис знайдено на статуї UC14739 та напис на дверному отвору гробниці великого оглядача дому Нітокріс I (TT279). Остання у 640 році до н. е. після смерті Аменердіс II успадкувала титул.